# Panagiotis Beglitis
Panagiotis Beglitis este un om politic grec, membru al Parlamentului European în perioada 2004-2009 din partea Greciei.